# Aremark
Aremark – norweskie miasto i gmina leżąca w regionie Østfold.
Aremark jest 265. norweską gminą pod względem powierzchni.

## Demografia
Według danych z roku 2005 gminę zamieszkuje 1425 osób. Gęstość zaludnienia wynosi 4,44 os./km². Pod względem zaludnienia Aremark zajmuje 374. miejsce wśród norweskich gmin. 
| ludność stan na 1 stycznia 2005 |         |           |       |
|                                 | kobiety | mężczyźni | razem |
| osób                            | 693     | 732       | 1425  |
| %                               | 48,63%  | 51,37%    | 100%  |

| wykształcenie stan na 1 października 2004 |            |         |        |          |
|                                           | podstawowe | średnie | wyższe | nieznane |
| osób                                      | 296        | 682     | 148    | 21       |
| %                                         | 25,81%     | 59,46%  | 12,9%  | 1,83%    |

## Edukacja
Według danych z 1 października 2004:
- liczba szkół podstawowych (norw. grunnskolar): 1
- liczba uczniów szkół podst.: 188

## Władze gminy
Według danych na rok 2011 administratorem gminy (norw. rådmann) jest Jon Fredrik Olsen, natomiast burmistrzem (norw. ordfører, d. borgermester) jest Tore Johansen.